# Máté Koch
Máté Tamás Koch (Budapest, 17 settembre 1999) è uno schermidore ungherese, specializzato nella spada.

## Carriera
Nel 2016 ha vinto una medaglia d'oro ai campionati europei cadetti di Novi Sad come membro della squadra di spada (insieme a Dávid Nagy, Bence Bende e Tibor Andrásfi). Ai mondiali giovanili del 2017 si aggiudicò la medaglia di bronzo a squadre insieme ad Andrásfi, Patrik Esztergályos e Gergely Siklósi.
L'anno successivo, in occasione dei campionati europei juniores vinse l'oro a squadre. Nel 2019 ottenne la medaglia d'oro individuale agli europei juniores e, nello stesso anno, vinse il bronzo a squadre ai campionati europei di Düsseldorf insieme a Dániel Berta, András Rédli e Gergely Siklósi.
Nel 2023 prese parte alla terza edizione dei Giochi Europei, dove ottenne la medaglia d'oro come membro della squadra di spada maschile (insieme a Dávid Nagy, Gergely Siklósi e Tibor Andrásfi). Nello stesso anno, qualificatosi per i mondiali di Milano, raggiunse la finale e vinse la medaglia d'oro sconfiggendo l'italiano Davide Di Veroli.
Alle Olimpiadi di Parigi 2024, dove si presentò da campione mondiale e seconda testa di serie del ranking, fu sconfitto dal venezuelano Grabiel Lugo nei sedicesimi di finale. Nella gara a squadre, conquistò la medaglia d'oro insieme ai compagni Gergely Siklósi, Tibor Andrásfi e Dávid Nagy, dopo aver battuto il Kazakistan (45-30) nei quarti di finale, i padroni di casa della Francia (45-30) in semifinale e i campioni olimpici in carica del Giappone (26-25) in finale.

## Palmarès
- Giochi olimpici

Parigi 2024: oro nella spada a squadre.
- Mondiali

Milano 2023: oro nella spada individuale.
Tbilisi 2025: argento nella spada a squadre.
- Campionati europei

Düsseldorf 2019: bronzo nella spada a squadre.
- Giochi europei

Cracovia 2023: oro nella spada a squadre.